# Oakland
För andra betydelser, se Oakland (olika betydelser).
Oakland är en hamnstad i Kalifornien i USA. Den är med sina 411 755 invånare (2006) den tredje största staden i San Francisco Bay Area efter San Jose och San Francisco. Staden förbinds med San Francisco via bron San Francisco–Oakland Bay Bridge som invigdes 1936.
Oakland ligger vid San Francisco-buktens östra strand och söder om Berkeley. Staden förbinds med San Francisco och de andra städerna i Bay Area med pendeltåget BART (Bay Area Rapid Transit) och ett omfattande motorvägsnät. Oakland International Airport ligger i stadens södra utkanter. Oaklands hamn är en av de tre viktiga kommersiella hamnarna på den amerikanska västkusten.

## Kultur, politik och samhälle
Författarna Jack London och Gertrude Stein bodde i Oakland under delar av sina liv. De Svarta pantrarna bildades 1966 i staden. Även Hells Angels har en stor underavdelning där. Den världskända rockgruppen Green Day kommer därifrån. Rappare och hiphopgrupper som The Coup, Zion I, Del tha Funkee Homosapien, Digital Underground, MC Hammer, Too $hort och hiphopstilen hyphy kommer från Oakland.

## Sport
- Oakland Raiders - NFL amerikansk fotboll
- Oakland Athletics - MLB baseboll
- Golden State Warriors - NBA basketboll